# Acontias grayi
Acontias grayi — вид сцинкоподібних ящірок родини сцинкових (Scincidae). Ендемік Південно-Африканської Республіки.

## Поширення і екологія
Acontias grayi мешкають в прибережних районах на заході Західнокапської провінції, в окрузі Вест-Кост. Вони живуть в чагарникових заростях фінбошу, на висоті до 900 м над рівнем моря.